# NGC 151
NGC 151 (другие обозначения — NGC 153, MCG −2-2-54, IRAS00315-0958, PGC 2035) — галактика в созвездии Кита.
Этот объект входит в число перечисленных в оригинальной редакции «Нового общего каталога»; он занесён в него дважды, с обозначениями NGC 151 и NGC 153. Это случилось потому, что Льюис Свифт, наблюдая галактику 9 августа 1886 года, ошибся в определении прямого восхождения, и это наблюдение было занесено в каталог как NGC 153. Иногда полагают, что Свифт принял за туманность звезду, видимую вблизи NGC 151, что невозможно, так как он упоминает об этой звезде в своём сообщении.
NGC 151 — одиночная спиральная галактика с перемычкой, относящаяся к подтипу SBbc. Она находится от нас на расстоянии около 50 Мпк и имеет размер около 48 кпк. Светимость её велика: абсолютная звёздная величина составляет −21.8.
Как в центральной части галактики, так и в спиральных рукавах заметны яркие участки, вероятно — области активного звездообразования. Распределение показателя цвета в области перемычки отличается от стандартного, что видимо означает, что звёзды, родившиеся в ней, со временем покидают её в ходе вращения вокруг центра галактики.